# Frigil de l'illa de Gough
El frigil de l'illa de Gough (Rowettia goughensis) és un ocell de la família dels tràupids (Thraupidae) i única espècie del gènere Rowettia Lowe, 1923.

## Hàbitat i distribució
Habita zones arbustives i matolls de l'illa Gough, a l'Atlàntic Sud.